# Enicospilus urus
Enicospilus urus är en stekelart som beskrevs av Ian D. Gauld och Mitchell 1981. Enicospilus urus ingår i släktet Enicospilus och familjen brokparasitsteklar. Inga underarter finns listade i Catalogue of Life.